# Beehive Design Collective

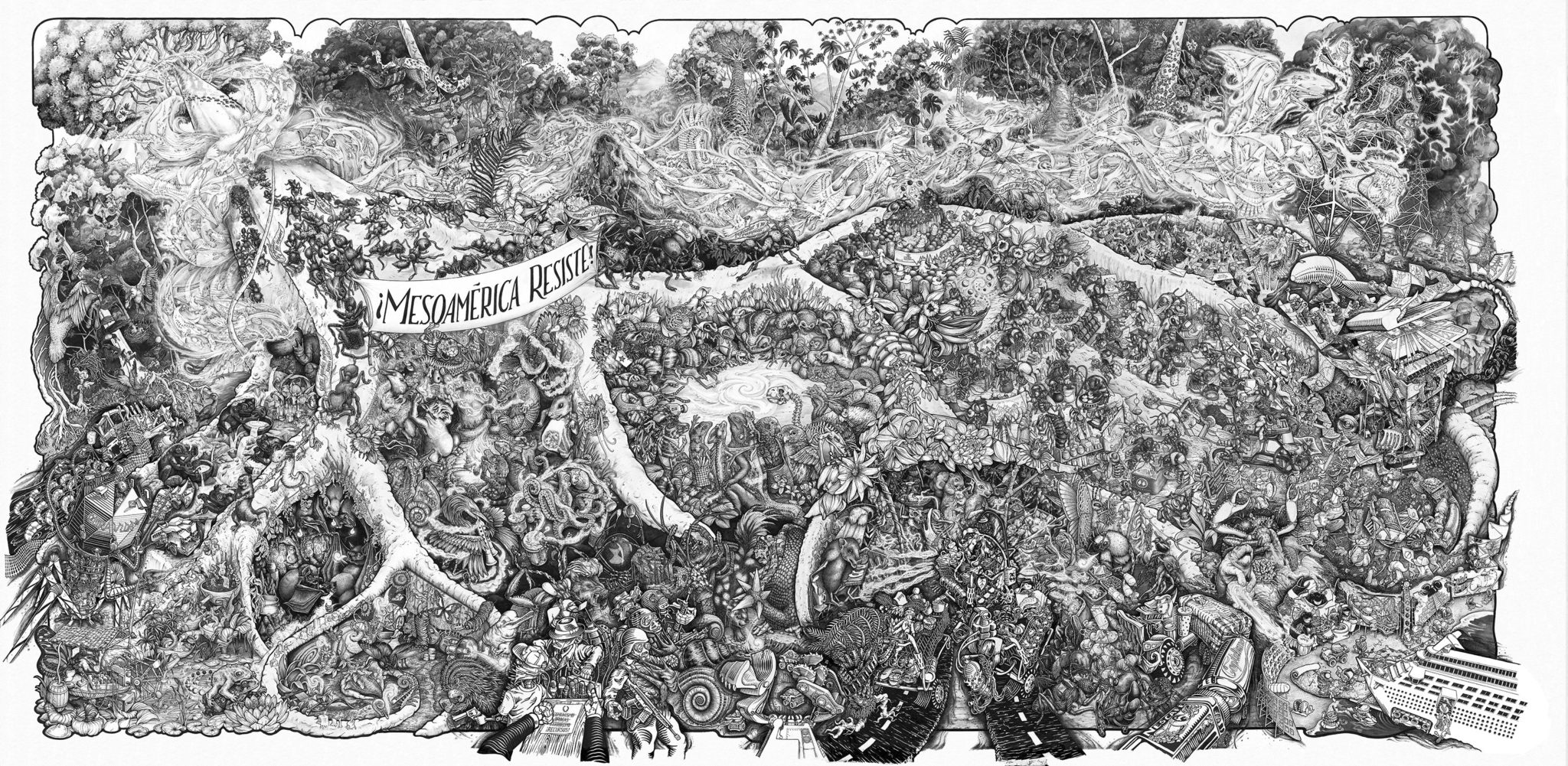
«¡Mesoamérica Resiste!» (2013).

Beehive Design Collective es un colectivo de arte sin fines de lucro dirigido por voluntarios que utiliza los medios gráficos como herramientas educativas para comunicar historias de resistencia a la globalización corporativa.  El propósito del grupo con sede en Machias, Maine (EE. UU.), es «realizar una polinización cruzada de las comunidades de base [grassroots]» mediante la creación de imágenes colaborativas contra los derechos de autor que puedan utilizarse como herramientas educativas y de organización. Las más reconocibles de estas imágenes son los carteles de pluma y tinta de gran formato, que buscan proporcionar una alternativa visual a la deconstrucción de problemas sociales y políticos complicados que van desde la globalización, el libre comercio, el militarismo, la extracción de recursos y la biotecnología.

## Campañas gráficas
El colectivo crea campañas gráficas que abordan diversos problemas geográficos y sociopolíticos. Las ilustraciones son informadas y desarrolladas a través de una extensa investigación. El grupo se adhiere a las reglas autoimpuestas durante la producción de su campaña, incluida la ausencia de representaciones humanas literales, el uso de imágenes interculturales y la evitación de la apropiación cultural.
La trilogía actual en progreso detalla la globalización en el hemisferio occidental a través de una serie de tres gráficos.

## Narrativa
El trabajo educativo del colectivo incluye narración de cuentos, circuitos de conferencias internacionales que utilizan reproducciones gigantes de sus carteles como ayudas para contar historias. Las «conferencias de imágenes» presentan un gráfico de10 m de alto y un flipbook/libro de cuentos de tela de 1,8 m de alto. Las audiencias son guiadas a través de una presentación interactiva y conversacional de dos horas.

## Distribución de impresión
Uno de los objetivos de la Colmena en su distribución gráfica es que el 50% de cada impresión se distribuya de forma gratuita a las comunidades del sur global, incluidos los grupos que trabajan en los problemas representados en las impresiones.  La mitad restante se distribuye internacionalmente para donaciones. Los carteles se distribuyen en una amplia gama de lugares, eventos, campus universitarios y eventos académicos.
Todos los materiales del Beehive Collective se distribuyen como anticopyright, y se recomienda su producción para uso sin fines de lucro y no comercial para ayudar en publicaciones y producciones. Las imágenes en blanco y negro están diseñadas para facilitar la reproducción. Beehive distribuye imágenes digitales de clip art gratuitas a través de su sitio web y CD-ROM gráficos distribuidos desde su tienda web.

### Cronología gráfica
- Biodevastation (2000, redux 2002)
- Homogenization Puppeteer (2000) more info
- Free Trade Area of the Americas (2001, redux 2003)
- Plan Colombia (2002, redux 2003) [5]
- Latin American Solidarity 2003 Conference (2003)
- Maine Social Forum (2006)
- Biojustice (2007)
- The True Cost of Coal (2010)
- Mesoamérica Resiste (2013)

## Machias Valle Grange Sala
Desde el año 2000, el colectivo se ha dedicado a la restauración del Machias Valley Grange Hall en Machias, Maine, construido en 1904. El trabajo de restauración se obtuvo de voluntarios visitantes. El edificio se utilizó inicialmente como el centro del colectivo de su programa de mosaicos de piedra.
Anualmente, el colectivo organiza una fiesta de baile sin disfraces de inmensas proporciones llamada Blackfly Ball. Hay eventos en curso, como una noche semanal de Open Mic y una celebración anual de Halloween.
En 2007, el Machias Valley Grange Hall fue colocado en el Registro Nacional de Lugares Históricos.